# Saison 2023 du Liberty de New York
La saison 2023 du Liberty de New York est la 27e saison de la franchise en WNBA.

## Draft
| Tour | Choix | Joueur      | Poste | Nationalité | Provenance |
| ---- | ----- | ----------- | ----- | ----------- | ---------- |
| 3    | 30    | Okako Adika | G     | Danemark    | USC        |

## Matchs

### Pré-saison
| Pré-saison Total: - (Domicile : -; Extérieur : -) |

| Match | Date match | Équipe | Score | Meilleur marqueur | Meilleur rebondeur | Meilleur passeur | Lieux Spectateurs | Série |
| ----- | ---------- | ------ | ----- | ----------------- | ------------------ | ---------------- | ----------------- | ----- |

### Saison régulière
| Saison régulière Total: - (Domicile : -; Extérieur : -) |

| Match | Date match | Équipe | Score | Meilleur marqueur | Meilleur rebondeur | Meilleur passeur | Lieux Spectateurs | Série |
| ----- | ---------- | ------ | ----- | ----------------- | ------------------ | ---------------- | ----------------- | ----- |

| Match | Date match | Équipe | Score | Meilleur marqueur | Meilleur rebondeur | Meilleur passeur | Lieux Spectateurs | Série |
| ----- | ---------- | ------ | ----- | ----------------- | ------------------ | ---------------- | ----------------- | ----- |

| Match | Date match | Équipe | Score | Meilleur marqueur | Meilleur rebondeur | Meilleur passeur | Lieux Spectateurs | Série |
| ----- | ---------- | ------ | ----- | ----------------- | ------------------ | ---------------- | ----------------- | ----- |

| Match | Date match | Équipe | Score | Meilleur marqueur | Meilleur rebondeur | Meilleur passeur | Lieux Spectateurs | Série |
| ----- | ---------- | ------ | ----- | ----------------- | ------------------ | ---------------- | ----------------- | ----- |

| Match | Date match | Équipe | Score | Meilleur marqueur | Meilleur rebondeur | Meilleur passeur | Lieux Spectateurs | Série |
| ----- | ---------- | ------ | ----- | ----------------- | ------------------ | ---------------- | ----------------- | ----- |

### Confrontations en saison régulière
| Conférence Est | Conférence Est                  | Conférence Est                  | Conférence Est                  | Conférence Est                  | Conférence Ouest                | Conférence Ouest                | Conférence Ouest                | Conférence Ouest                | Conférence Ouest                |
| Équipe         | Domicile                        | Domicile                        | Extérieur                       | Extérieur                       | Équipe                          | Domicile                        | Domicile                        | Extérieur                       | Extérieur                       |
| -------------- | ------------------------------- | ------------------------------- | ------------------------------- | ------------------------------- | ------------------------------- | ------------------------------- | ------------------------------- | ------------------------------- | ------------------------------- |
| Atlanta        |                                 |                                 |                                 |                                 | Dallas                          |                                 |                                 |                                 |                                 |
| Chicago        |                                 |                                 |                                 |                                 | Las Vegas                       |                                 |                                 |                                 |                                 |
| Connecticut    |                                 |                                 |                                 |                                 | Los Angeles                     |                                 |                                 |                                 |                                 |
| Indiana        |                                 |                                 |                                 |                                 | Minnesota                       |                                 |                                 |                                 |                                 |
|                |                                 |                                 |                                 |                                 | Phoenix                         |                                 |                                 |                                 |                                 |
| Washington     |                                 |                                 |                                 |                                 | Seattle                         |                                 |                                 |                                 |                                 |
| Conférence     | - (Domicile : -; Extérieur : -) | - (Domicile : -; Extérieur : -) | - (Domicile : -; Extérieur : -) | - (Domicile : -; Extérieur : -) | Conférence                      | - (Domicile : -; Extérieur : -) | - (Domicile : -; Extérieur : -) | - (Domicile : -; Extérieur : -) | - (Domicile : -; Extérieur : -) |
| Total          | - (Domicile : -; Extérieur : -) | - (Domicile : -; Extérieur : -) | - (Domicile : -; Extérieur : -) | - (Domicile : -; Extérieur : -) | - (Domicile : -; Extérieur : -) | - (Domicile : -; Extérieur : -) | - (Domicile : -; Extérieur : -) | - (Domicile : -; Extérieur : -) | - (Domicile : -; Extérieur : -) |

## Classements
| Classement | Classement                | Classement | Classement | Classement | Classement | Classement | Classement |
| No         | Franchise                 | Vic.       | Def.       | MJ         | V/D        | GB         |            |
| ---------- | ------------------------- | ---------- | ---------- | ---------- | ---------- | ---------- | ---------- |
| 1          | x - Aces de Las Vegas     | 34         | 6          | 40         | .850       | -          |            |
| 2          | x - Liberty de New York   | 32         | 8          | 40         | .800       | 2          |            |
| 3          | x - Sun du Connecticut    | 27         | 13         | 40         | .675       | 7          |            |
| 4          | x - Wings de Dallas       | 22         | 18         | 40         | .550       | 12         |            |
| 5          | x - Dream d'Atlanta       | 19         | 21         | 40         | .475       | 15         |            |
| 6          | x - Lynx du Minnesota     | 19         | 21         | 40         | .475       | 15         |            |
| 7          | x - Mystics de Washington | 19         | 21         | 40         | .475       | 15         |            |
| 8          | x - Sky de Chicago        | 18         | 22         | 40         | .450       | 16         |            |
|            |                           |            |            |            |            |            |            |
| 9          | o - Sparks de Los Angeles | 17         | 23         | 40         | .425       | 17         |            |
| 10         | o - Fever de l'Indiana    | 13         | 27         | 40         | .325       | 21         |            |
| 11         | o - Storm de Seattle      | 11         | 29         | 40         | .275       | 23         |            |
| 12         | o - Mercury de Phoenix    | 9          | 31         | 40         | .225       | 25         |            |

| 1 | Liberty de New York   | 7 | 3 | 10 | +47 |
| 2 | Sun du Connecticut    | 7 | 3 | 10 | +45 |
| 3 | Dream d'Atlanta       | 6 | 4 | 10 | -7  |
| 4 | Mystics de Washington | 5 | 5 | 10 | +17 |
| 5 | Sky de Chicago        | 3 | 7 | 10 | -68 |
| 6 | Fever de l'Indiana    | 2 | 8 | 10 | -34 |